# Swimmer’s Body Illusion
Die Swimmer’s Body Illusion ist ein kognitiver Denkfehler, bei dem Ursache und Wirkung verwechselt werden. Dieser Trugschluss tritt auf, wenn Menschen fälschlicherweise annehmen, dass bestimmte Eigenschaften oder Erfolge das Ergebnis einer Aktivität sind, während sie in Wirklichkeit oft die Voraussetzung dafür waren. 

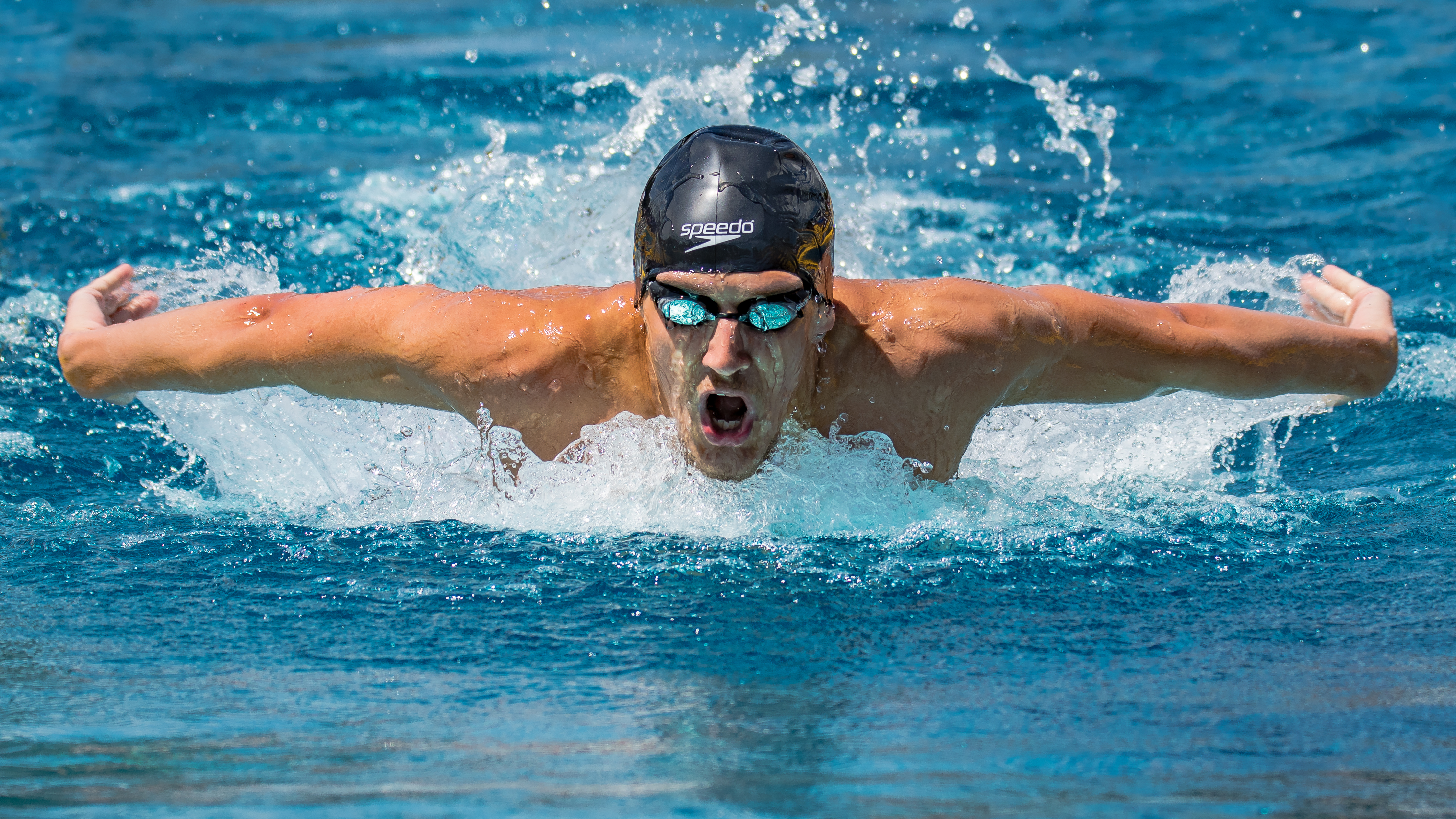
Ein Schwimmer (2017)

Der Name leitet sich von der Beobachtung ab, dass professionelle Schwimmer typischerweise einen athletischen Körperbau haben. Viele Menschen glauben irrtümlich, dass intensives Schwimmtraining zu diesem Körperbau führt. In Wahrheit werden jedoch oft Personen mit einer genetischen Veranlagung für einen solchen Körperbau zu erfolgreichen Schwimmern, da ihre Physiologie ihnen einen natürlichen Vorteil verschafft. Diese Illusion lässt sich auf viele Bereiche des Lebens übertragen, von der Werbung bis hin zur Bildung. So kann beispielsweise der Erfolg von Absolventen renommierter Universitäten (bsw. Harvard) eher auf die strenge Auswahl der Studierenden zurückzuführen sein als auf die Qualität der Lehre. Ein weiteres Beispiel für die Illusion ist die Kosmetikwerbung, in der attraktive Models die Produkte präsentieren. Konsumenten könnten annehmen, dass die Kosmetika für die Schönheit der Models verantwortlich sind. Tatsächlich werden jedoch bereits schöne Menschen als Models ausgewählt, da ihre natürliche Attraktivität die Produkte besser vermarktet.
Die „Swimmer’s Body Illusion“ kann zu unrealistischen Erwartungen und Fehleinschätzungen führen, wenn Menschen versuchen, bestimmte Ergebnisse durch spezifische Aktivitäten zu erzielen, ohne die zugrunde liegenden Faktoren zu berücksichtigen.